# Храм Непорочного Зачатия Пресвятой Девы Марии (Пермь)
Храм Непорочного Зачатия Пресвятой Девы Марии — католический храм в городе Пермь. Административно относится к центральному региону Архиепархии Матери Божией (с центром в Москве), возглавляемой архиепископом митрополитом Паоло Пецци. Памятник архитектуры, построен в 1873—1875 годах. Расположен по адресу: ул. Пушкина, д. 28. При храме действует воскресная школа, приход ведёт благотворительную деятельность. В храме регулярно проводятся органные концерты.

## История

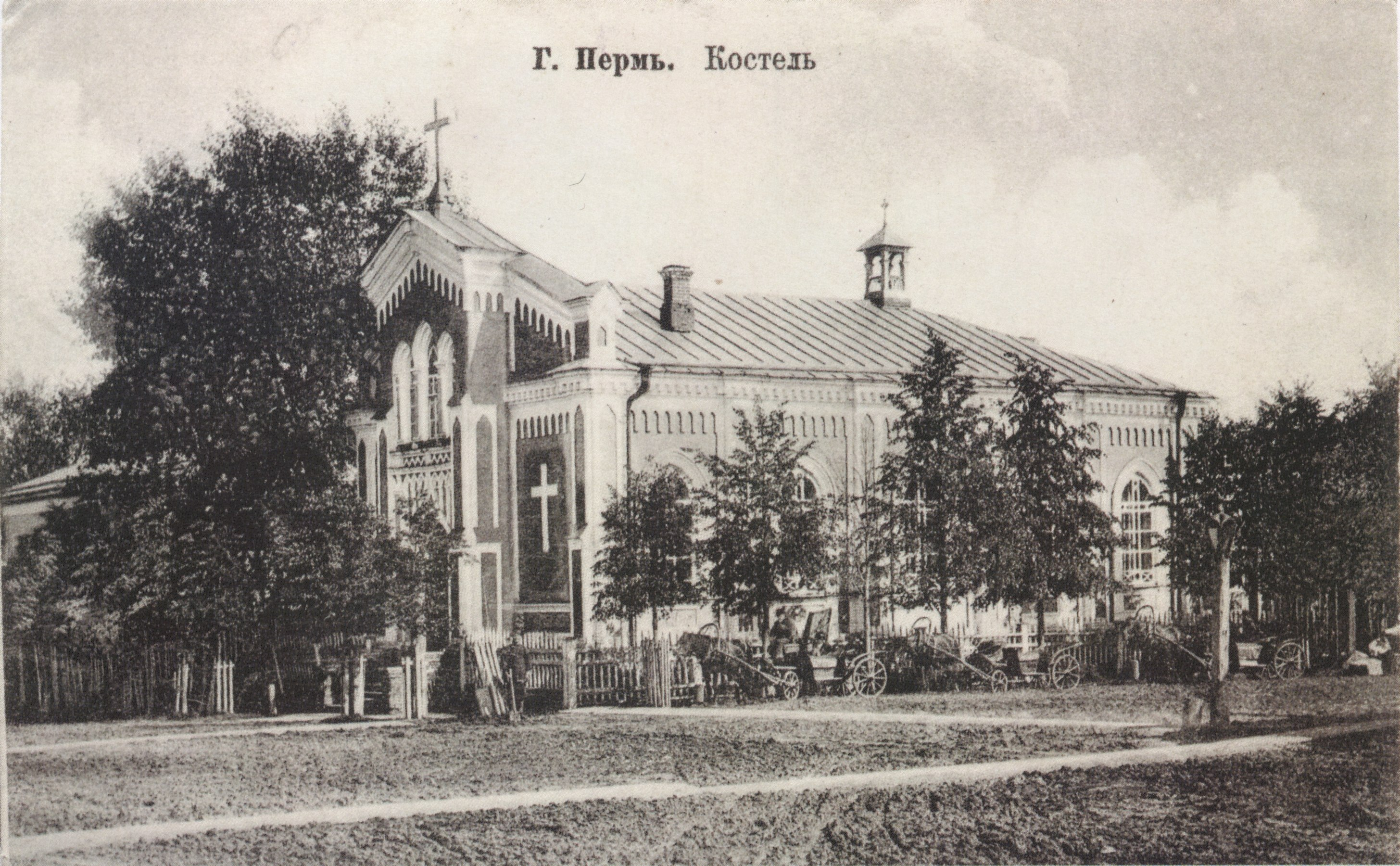
Храм на почтовой открытке конца XIX века

В Перми католики впервые появились в 30-х годах XIX столетия, это были поляки, сосланные на Урал после подавления восстания 1830 года.
В 1837 году католическая община Перми оборудовала небольшую часовню в жилом доме, однако она сгорела в 1842 году. В 1864 году был учреждён самостоятельный католический приход, в 1873 году католическая община города насчитывала уже 1035 человек. Ходатайство о разрешении на строительство храма было удовлетворено и в 1873 году городской архитектор Р. Карвовский (этнический поляк, но не из ссыльных) доработал первоначальный проект церкви, разработанный Э. Фриком. В 1875 году строительство храма было завершено, 15 августа того же года состоялось его торжественное освящение.
В 1899 году рядом с храмом были построены приходской дом и приходская школа, в 1915 году приход насчитывал около 1500 человек, более половины которых составляли поляки, были также литовцы, белорусы, украинцы, немцы, французы. В апреле 1918 года был учреждён пермский деканат, к которому относились католические приходы Перми, Вятки, Екатеринбурга и Челябинска.
После революции 1917 года советские власти национализировали здание приходского дома и помещение воскресной школы, однако сам храм некоторое время функционировал, в 1926 году в Перми жило около 500 католиков. 20 февраля 1936 года храм был закрыт, настоятель прихода Франциск Будрис и наиболее активные прихожане были расстреляны. В помещении бывшей церкви расположился клуб глухонемых.
Восстановление нормальной деятельности Католической церкви в России началось в начале 90-х годов XX века. В 1991 году был возрождён приход Непорочного Зачатия, в 1993 году в Пермь прибыл постоянный священник о. Анджей Гжибовский, годом позже здание храма было возвращено Церкви. Здание к моменту возвращения находилось в крайне запущенном состоянии, ремонтно-восстановительные работы шли четыре года, 9 августа 1998 года архиепископ Тадеуш Кондрусевич повторно освятил здание храма.
Список священников-настоятелей после возрождения прихода:
- 1993—2001 гг. — о. Анджей Гжибовский. Награждён благодарственным письмом города Перми «за большой личный вклад в развитие духовной и культурной жизни города, укрепление межконфессионального согласия и активную благотворительную деятельность». Позднее служил в Курске и вернулся в Польшу[3].
- 2001—2007 гг. — о. Казимир Шалай. Вернулся в Польшу[4].
- 2007—2010 гг. — о. Петр Зимнох. Уехал в Польшу[5].
- 2010—2024 гг. — о. Дмитрий Новоселецкий. В октябре 2021 года о. Дмитрий Новоселецкий был назначен настоятелем кафедрального собора Непорочного Зачатия Пресвятой Девы Марии в Москве и покинул Пермь[6].
- 2024 — по настоящее время — о. Иван Колесников.

В период отсутствия священников литургия в храме совершалась чрезвычайным служителем. 10 ноября 2024 года российский архиепископ Павел Пецци ввел в должность настоятеля пермского прихода о. Ивана Колесникова, ранее также служившего в кафедральном соборе в Москве.
В приходе Перми также служили монахини:
2002—2020 гг. — Общества Милосердных Сестер Святого Креста из Словакии и Чехии;

2001—2020 гг. — Ордена Миссионеров Милосердия (Сестры Матери Терезы).

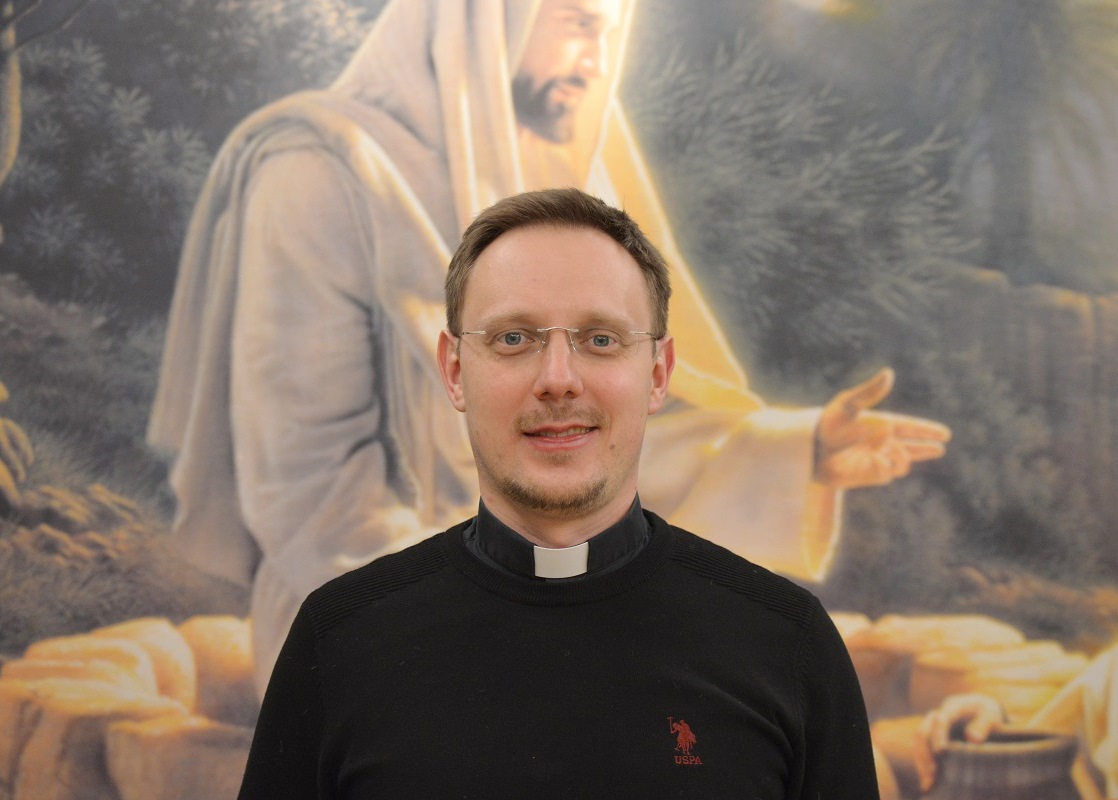
о. Иван Колесников

## Архитектура
Архитектура храма сочетает элементы готики и характерного для Прикамья т. н. «кирпичного стиля». Здание церкви прямоугольное в плане, главный фасад ориентирован на север. К южному фасаду примыкает пятигранная апсида. Центр главного фасада оформлен ризалитом под щипцовым фронтоном. Арка главного входа завершена килевидным архивольтом, опирающимся на кирпичные колонны. Над входом расположено тройное окно. Оба боковых фасада украшены пятью арочными окнами, обрамлены ступенчатыми наличниками и разделены двухъярусными лопатками".
Главный алтарь с пресвитерием в южной части здания отделён от основного объёма храма аркой на гранёных колоннах. В северной части устроены хоры, огражденные перилами.